# Datong Hu
Datong Hu (kinesiska: 大通湖) är en sjö i Kina. Den ligger i provinsen Hunan, i den södra delen av landet, omkring 120 kilometer nordväst om provinshuvudstaden Changsha. Datong Hu ligger 22 meter över havet. Arean är 81 kvadratkilometer. Den sträcker sig 11,4 kilometer i nord-sydlig riktning, och 12,6 kilometer i öst-västlig riktning.
Genomsnittlig årsnederbörd är 1 739 millimeter. Den regnigaste månaden är maj, med i genomsnitt 294 mm nederbörd, och den torraste är december, med 38 mm nederbörd.